# Golpe de Estado en República Dominicana de 1963
El golpe de Estado en República Dominicana de 1963 ocurrió el 25 de septiembre de dicho año en contra del presidente Juan Bosch, el primer presidente electo democráticamente en el país luego de la caída de la dictadura de Rafael Leónidas Trujillo, quien solo tuvo siete meses en el poder. El golpe fue dirigido por los generales Elías Wessin y Wessin y Antonio Imbert Barreras, acusando a Bosch y a su gabinete de ser ''corruptos y procomunistas'', y reemplazándolos con una junta militar de tres hombres. Bosch se exilió en Puerto Rico. Los Estados Unidos condenaron el golpe de Estado, suspendiendo el envío de ayuda al país y negándose a reconocer la junta militar.

## Antecedentes
La República Dominicana fue de facto controlado por Rafael Trujillo desde 1932 pero después de la Segunda Guerra Mundial su gobierno se encontró bajo escrutinio por gobiernos extranjeros por sus violaciones de derechos humanos y adentro del país disensión empezó crecer contra el estado incluyendo un atentado invasión por Dominicanos expatriados entrenado en Cuba el 14 de junio,1959.Debido al invasión, arrestos masivos que fueron condenado por la clerecía Católica.
En 1956, Dr. Jesús María de Galindez, un expatriado Dominicano y crítico del régimen Trujillo, desaprecio de Nueva York. Galindez fue trasladado a la República Dominicana por un piloto Americano y otro Dominicano que se llamaba Octavio de la Maza; El piloto Americano se murió y Maza fue acusado de asesinato de Galindez y se murió de causas no conocido (Evidencia punto a asesinato o suicidio). Su hermano que fue parte del círculo intimo de Trujillo fue parte de asesinato de Trujillo.
Uno de los críticos más grande contra el régimen de Trujillo fue el presidente Venezolano Rómulo Betancourt, quien Trujillo trató de asesinar en un intento fallado. Debido al intento de asesinato, países empezaron suspendiendo sus relaciones diplomáticos, incluyendo los Estados Unidos quien planeo incluir el país en su programa financiero Alianza para el Progreso.
El 31 de mayo de 1961, un grupo de conspiradores asesinaron Trujillo cuando estaba en ruta a su amante. El asesinato fue exitoso pero su hijo Ramfis tomó el poder y empezó un terror, arrestando y asesinando enemigos del régimen. Ramfis y la familia Trujillo fueron forzado a huir a España dejando el país abajo del control del exvicepresidente del régimen Trujillo, Joaquín Balaguer. Demostraciones contra Balaguer le forzó crear un consejo de 7 personas para controlar el país hasta que elecciones pudieron pasar; Balaguer fue forzada a resignar el 16 de enero después de disturbios que pasaron el día anterior. Un golpe del ejército y instituyó un junta militar que fue derrocado por oficiales jóvenes de fuerza aérea. En diciembre de 1962, elecciones pasaron con Bosch ganando.

## Reacciones Internacionales
Los Estados Unidos condenaron el golpe, suspendiendo ayuda financiero, negándose a conocer el nuevo gobierno y suspendieron sus relaciones diplomáticos con Venezuela.Bolivia suspendió sus relaciones diplomáticos el próximo día.